# Kunín
Kunín, bis 1947 Kunevald (deutsch Kunewald) ist eine Gemeinde im Okres Nový Jičín in Tschechien. Sie liegt sechs Kilometer südöstlich von Fulnek und gehört zur Region Mähren-Schlesien.

## Geographie
Kunín erstreckt unweit des rechten Ufers der Oder entlang der Jičínka im Naturschutzgebiet Poodří. Nachbarorte sind Hladké Životice (Seitendorf bei Zauchtel) im Norden, Bartošovice im Nordosten, Hukovice (Hausdorf) im Osten, Šenov u Nového Jičína (Schönau bei Neutitschein) im Norden, Bernartice nad Odrou im Südosten und Suchdol nad Odrou im Nordwesten. Historisch gehört die Gegend zum Kuhländchen.

## Geschichte

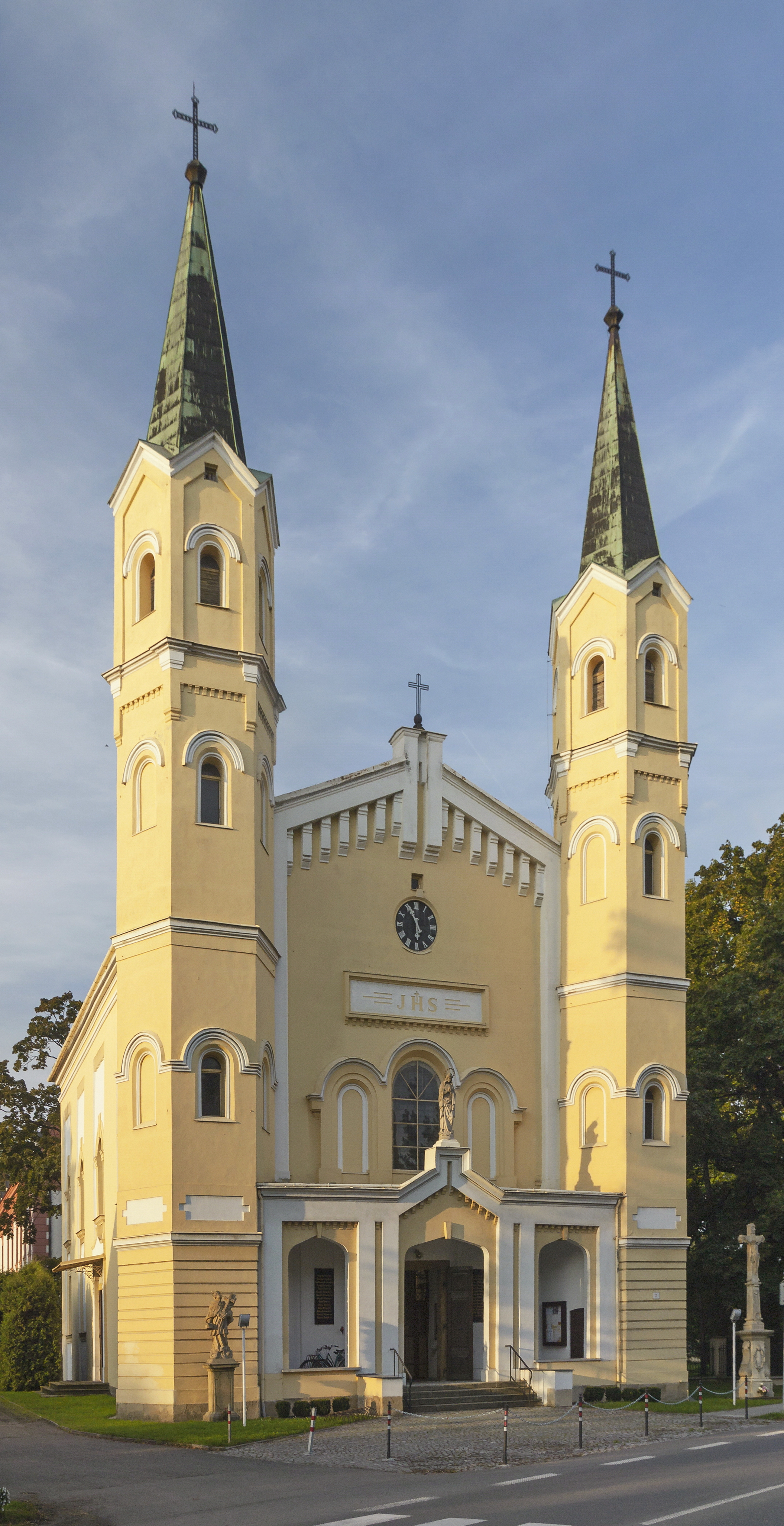
Kirche der hl. Kreuzerhöhung in Kunín

Kunewald wurde 1382 erstmals urkundlich erwähnt. Es verfügte über eine kleine Burg und gehörte meistens zur Herrschaft Alt-Titschein oder zur Herrschaft Fulnek. Nach 1500 gelangte es an den Utraquisten Johann d. Ä. von Žerotín, der es 1515 mit Zauchtel vereinte, mit dem es bis 1848 eine Grundherrschaft bildete. Er unterstützte die Böhmischen Brüder, die bereits seit dem 15. Jahrhundert in Kunewald ansässig waren. Unter den Herren von Czettritz (Zedritz von Kinsberg / Četrys z Kinšperka), die 1584 die Herrschaft Kunewald erwarben, entwickelten sich Kunewald und Zauchtel zu einem Mittelpunkt der deutschsprachigen Brüderbewegung. Johann Balthasar von Czettritz war am Böhmischen Ständeaufstand beteiligt, starb jedoch 1621 ohne Nachkommen. Sein Besitz gelangte an seine Schwester Judith, die mit Moritz von Redern verheiratet war. Er betrieb eine rigorose Rekatholisierung, die zahlreiche Einwohner zur Auswanderung veranlasste. Die zurückgebliebenen Einwohner führten zum großen Teil die Brüdertradition im Geheimen fort. Es kam in den Besitz von Franz Joseph von Serényi († 1705). Nach seinem Tod erbte die Witwe Maria Magdalena von Thun-Hohenstein († 1708). 1708 erbte deren Schwester die Fürstin Eleonore Barbara von Liechtenstein das Gut Kunewald, von der es 1723 an deren Tochter Eleonore, verheiratete von Harrach, überging. Nachdem die Glaubensverfolgungen verschärft wurden, wanderten 1724 zahlreiche Einwohner nach Herrnhut in der sächsischen Oberlausitz aus.
1726–1734 entstand das Barockschloss nach Plänen des Architekten Johann Lucas von Hildebrandt. 1792 gründete Gräfin Maria Walburga Waldburg-Zeil, geborene Harrach, die mit Clemens Waldburg-Zeil-Lustenau-Hohenems verheiratet war, ein Erziehungsinstitut, das in den Jahren 1807–1809 von František Palacký besucht wurde. Während ihrer Herrschaft wurde die 1759 errichtete Schlosskapelle 1811 vom Troppauer Architekten Franz Biela im Stil des Empire zur katholischen Pfarrkirche der hl. Kreuzerhöhung umgebaut. 1828 ging die Herrschaft Kunewald an Friedrich Emil Schindler über, den Maria Walburga von Waldburg-Zeil adoptiert hatte. Nach dessen Tod 1870 verkauften seine Kinder den Besitz an den Landgrafen Ernst Egon von Fürstenberg (1816–1889). Dessen Sohn Josef Friedrich von Fürstenberg (1860–1906) veräußerte den Besitz 1895 an die Brünner Industriellenfamilie Bauer.
Kunewald war im 19. Jahrhundert nahezu rein deutschsprachig. Unter den 1910 gezählten 2108 Einwohnern befanden sich etwa 100 Juden. Nach der Gründung der Tschechoslowakei 1918 wurde die Familie Chlumecký-Bauer enteignet. 1921 erhielt Kunewald die amtliche Ortsbezeichnung Kunevald. Infolge des Münchner Abkommens wurde es 1938 dem Deutschen Reich angeschlossen und gehörte bis 1945 zum Landkreis Neu Titschein. Am 5. Mai 1945 wurde das Dorf von der Roten Armee befreit, anschließend wurden die deutschen Bewohner vertrieben.

## Städtepartnerschaften
Kunín unterhält mit folgenden Städten Städtepartnerschaften:
- Leimen (Deutschland), seit 2018

## Sehenswürdigkeiten

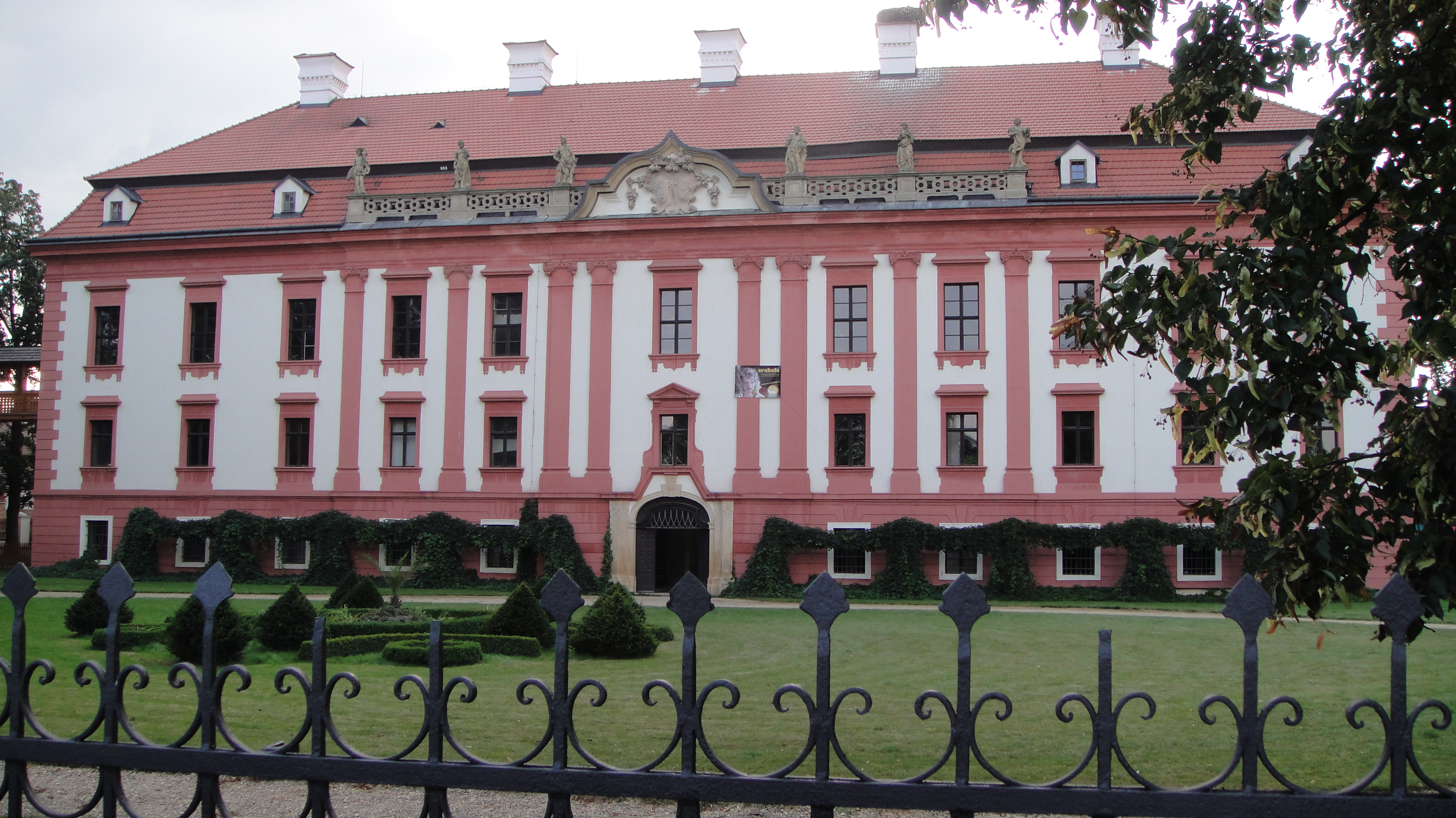
Schloss Kunín

- Das Schloss Kunín entstand 1726–1734 an der Stelle der ehemaligen Feste nach Plänen des Wiener Architekten Johann Lucas von Hildebrandt. Nach 1945 wurde es zweckentfremdet genutzt und später dem Verfall preisgegeben. 1999 erwarb die Gemeinde Kunín das Schloss und veranlasste umfangreiche Restaurierungsarbeiten. Seit 2004 ist es für die Öffentlichkeit zugänglich.
- Die katholische Pfarrkirche der hl. Kreuzerhöhung wurde 1759 als Schlosskapelle errichtet. 1811 wurde sie im Stil des Empire umgebaut.

## Söhne und Töchter der Gemeinde
- David Nitschmann (1696–1758), Landwirt, Laienprediger der Böhmischen Brüder und später Missionar der Herrnhuter Brüdergemeine
- Anna Nitschmann (1715–1760), Leiterin in der Herrnhuter Brüdergemeine, evangelische Missionarin und Verfasserin von Kirchenliedern
- Eduard von Böhm-Ermolli (1846–1941), österreichischer Feldmarschall
- Elvira Becker (1935–2024), Mutter des Tennisspielers Boris Becker
- Rudolf Friedrich (* 1936), deutscher Politiker, CDU
- Margit Bönisch (1942–2016), deutsche Theaterintendantin